# Piano d'Api
Piano d'Api is een plaats (frazione) in de Italiaanse gemeente Acireale.